# Teteanivka, Bereznehuvate
Teteanivka (în ucraineană Тетянівка) este un sat în comuna Novosevastopol din raionul Bereznehuvate, regiunea Mîkolaiiv, Ucraina.

## Demografie
Componența lingvistică a localității Teteanivka
     Ucraineană (96,65%)
     Română (1,86%)
     Alte limbi (1,11%)
Conform recensământului din 2001, majoritatea populației localității Teteanivka era vorbitoare de ucraineană (96,65%), existând în minoritate și vorbitori de română (1,86%).